# チアゴ・エンリケ・ダ・シウヴァ・ペレイラ
チアゴ・エンリケ・ダ・シウヴァ・ペレイラ（Tiago Henrique da Silva Pereira、 1994年4月30日 - ）は、ブラジル・サンパウロ州サント・アントニオ・ド・アラカンガ出身の元プロサッカー選手。ポジションは、フォワード。

## 来歴
渋谷幕張高校サッカー部の宗像マルコス望監督のセレクションを受け、16歳で単身来日。「千葉のフッキ」の異名をとり、50メートル6秒2のスピードと高いフィジカル能力を兼ね備えるセンターフォワードとして活躍した。
2012年11月上旬、名古屋グランパスの練習に3日間にわたり参加し、そこで実力が認められ、2013年より入団。
2014年、FC岐阜へ期限付き移籍。シーズン終了後、契約満了により名古屋・岐阜を退団。
2015年1月1日、現役引退を発表。

## 所属クラブ
ユース経歴
- アメリカFC
- 渋谷教育学園幕張高等学校

プロ経歴
- 2013年 - 2014年  名古屋グランパス
  - 2014年  FC岐阜（期限付き移籍）

## 個人成績
| 国内大会個人成績 | 国内大会個人成績 | 国内大会個人成績 | 国内大会個人成績 | 国内大会個人成績 | 国内大会個人成績 | 国内大会個人成績 | 国内大会個人成績 | 国内大会個人成績 | 国内大会個人成績 | 国内大会個人成績 | 国内大会個人成績 |
| 年度             | クラブ           | 背番号           | リーグ           | リーグ戦         | リーグ戦         | リーグ杯         | リーグ杯         | オープン杯       | オープン杯       | 期間通算         | 期間通算         |
| 年度             | クラブ           | 背番号           | リーグ           | 出場             | 得点             | 出場             | 得点             | 出場             | 得点             | 出場             | 得点             |
| 日本             | 日本             | 日本             | 日本             | リーグ戦         | リーグ戦         | リーグ杯         | リーグ杯         | 天皇杯           | 天皇杯           | 期間通算         | 期間通算         |
| ---------------- | ---------------- | ---------------- | ---------------- | ---------------- | ---------------- | ---------------- | ---------------- | ---------------- | ---------------- | ---------------- | ---------------- |
| 2013             | 名古屋           | 26               | J1               | 0                | 0                | 0                | 0                | 0                | 0                | 0                | 0                |
| 2014             | 岐阜             | 26               | J2               | 0                | 0                | -                | -                | 1                | 0                | 1                | 0                |
| 通算             | 日本             | 日本             | J1               | 0                | 0                | 0                | 0                | 0                | 0                | 0                | 0                |
| 通算             | 日本             | 日本             | J2               | 0                | 0                | -                | -                | 1                | 0                | 1                | 0                |
| 総通算           | 総通算           | 総通算           | 総通算           | 0                | 0                | 0                | 0                | 1                | 0                | 1                | 0                |

- 公式戦初出場 - 2014年7月12日 天皇杯2回戦 vsV・ファーレン長崎（長崎県立総合運動公園陸上競技場）

## タイトル

### クラブ
名古屋グランパス
- トヨタプレミアカップ (2013年)